# Задача о перемещении дивана

Анимация перемещения дивана Хаммерсли с константой 2,2074

Задача о перемещении дивана была сформулирована канадским математиком австрийского происхождения Мозером в 1966 году.

## Постановка задачи
Задача сводится к двумерной идеализации житейской проблемы о перемещении мебели. В двумерном пространстве определите жёсткое тело наибольшей площади А, которое может быть перемещено в Г-образном «коридоре», образованном «тоннелями» шириной в единицу измерения, сходящимися под прямым углом. Полученное значение А принято называть константой дивана (в альтернативных формулировках той же самой задачи этот предмет является идеализацией стола, или же баржи или корабля в Г-образном канале).

## Поиски решения

Диван с константой 2,2195; нижняя оценка Джозефа Гервера

Так как полукруг единичного радиуса легко проводится за угол «коридора», оценкой снизу для константы дивана является {\displaystyle \pi /2\approx 1{,}570796327}. Простая оценка сверху[как?] показывает также, что константа дивана не превышает {\displaystyle 2{\sqrt {2}}\approx 2{,}828427124}, где величина {\displaystyle 2{\sqrt {2}}} является наибольшей длиной отрезка, который может быть перемещен в данном коридоре.
Джон Хаммерсли существенно повысил оценку снизу до {\displaystyle \pi /2+2/\pi \approx 2{,}207416099} с помощью фигуры, напоминающей телефонную трубку (см. рис.), состоящей из двух четвертей кругов единичного радиуса по обеим сторонам от прямоугольника {\displaystyle 1\times 4/\pi } с удалённым полукругом радиуса {\displaystyle 2/\pi }.
В 1992 году Джозеф Гервер дополнительно улучшил оценку константы дивана снизу до {\displaystyle 2{,}2195}. Его фигура ограничена восемнадцатью дугами аналитических кривых.
В июне 2017 Йоав Каллус и Дэн Ромик улучшили оценку сверху для константы дивана до {\displaystyle 2{,}37}.
В 2024 году был опубликован препринт, согласно которому решение Гервера является оптимальным.

### Численная оптимизация
Численная оптимизация позволяет определить константы дивана для различных стандартных кривых.

Численный поиск константы обобщенного дивана Хаммерсли

В диване Хаммерсли используются внешние круги единичного радиуса, но если снять это ограничение, то константу дивана можно повысить до ~2.21302924761374 при этом внешние четверти кругов будут иметь радиус ~0.91363796343492 и общая длина будет равна ~3.21033227646884. Назовем такой диван обобщенным диваном Хаммерсли.
Разбив внешний круг на два круга, с точкой касания при касательной в 45 градусов, можно получить константу дивана ~2.21918785. Радиус окружности при основании R1~1.16134066, а её центр смещен вниз на B~0.01740046. Радиус верхней окружности равен R2~0.71499114, а длина дивана L~3.22797195. Если дополнительно произвести оптимизацию с учётом угла наклона касательной, в точке касания внешних кругов, то можно получить константу дивана ~2.219237814, при этом R1~1.19650, B~0.02777, R2~0.72655, касательная при 39.86407 градусах и L~3.22848.